# Зустріч перед розлукою
Зустріч перед розлукою (рос. Встреча перед разлукой) — радянський художній телефільм 1985 року, знятий ТО «Екран».

## Сюжет
В основі сюжету — історія молодих людей Жені, Івана і Володі, що опинилися 22 червня 1941 року на окупованій фашистами території. Через вісім днів, пройшовши через важкі випробування, вони пробиваються до радянських військ. Попереду у них — довгі версти війни…

## У ролях
- Олена Дробишева — Женя
- Андрій Арзяєв — Іван Кузнецов
- Михайло Яковлєв — Володя
- Володимир Кашпур — Степан Акимич, дід
- Віктор Нестеров — Мартиненко
- Микола Наркевич — епізод
- Роман Лавров — німецький солдат
- Олександр Кахун — німецький льотчик
- Радій Афанасьєв — епізод
- Ігор Воробйов — Абдалов, солдат
- Герман Коваленко — епізод

## Знімальна група
- Режисер — Володимир Храмов
- Сценарист — Геннадій Петров
- Оператор — Олексій Родіонов